# Alfons XII av Spanien
Alfons XII av Spanien, Alfonso Francisco de Asís Fernando Pío Juan María de la Concepción Gregorio Pelayo, född 28 november 1857 i Madrid, död där 25 november 1885, var kung av Spanien 1874-1885. 

## Biografi
Han var son till Isabella II av Spanien och Frans av Assisi. 
Alfons mor förvisades 1868 från Spanien vid en militärrevolt, varefter han uppfostrades i Wien och vid den engelska militärskolan i Sandhurst. Sedan Isabella 1870 avsagt sig sina tronanspråk och den efter henne valde Amadeus I abdikerat 1873, utsågs Alfons till tronpretendent och blev av general Martínez Campos i spetsen för armén 1874 utropad till kung.
År 1875 höll han sitt intåg i Madrid. Med hjälp av den kraftfulle ministerpresidenten Cánovas stadgades snart de oroliga förhållandena. Carlistpartiet underkastade sig 1876, och ett uppror på Cuba kuvades 1880. Han grundade sin kungamakt på en modern författning med parlamentskamrar, en konstitution som kom att bestå till 1931. Han avled av tyfus.
Han gifte sig första gången 1878 med kusinen Maria de las Mercedes av Orleans (1860–1878) och andra gången 1879 med ärkehertiginnan Maria Kristina av Österrike (1858–1929).
I andra giftet föddes barnen Mercedes av Spanien (1880–1904), gift med prins Carlo av Bourbon-Bägge Sicilierna, Maria Teresa av Spanien (1882–1912), gift med prins Ferdinand Maria av Bayern, och Alfons XIII av Spanien (1886–1941).